# The Long and Short of It
The Long and Short of It è un cortometraggio scritto diretto e prodotto da Sean Astin. I cinque minuti di film sono stati girati a Wellington, Nuova Zelanda in un unico giorno con il cast e troupe de Il Signore degli Anelli - Le due torri, è contenuto come extra nel DVD de Le Due Torri, oltre al corto vi è anche un making of.

## Trama
È un giorno di pioggia qualsiasi a Wellington. Il Pittore (Andrew Lesnie) sta affiggendo un poster, ma la scala è rotta e lui ha problemi alla schiena. Ormai esausto e disperato sta per rinunciare, quando una donna affetta da nanismo (Praphaphorn Chansantor) decide di aiutarlo prendendo il rullo intriso di colla e di attaccare la parte inferiore del poster alla parete. Questo cattura l'attenzione di un uomo molto alto (Paul Randall), il quale decide di aiutare i due ad incollare la parte superiore del poster alla parete. Alla fine tutti e tre guardano ammirati il lavoro. Poi improvvisamente un autobus passa dietro di loro, il conducente dell'autobus (Peter Jackson) li fa salire e se ne vanno via. Il corto si chiude con l'immagine degli attrezzi del pittore nella spazzatura.

## Curiosità
- Il bus ha due poster de Il Signore degli Anelli - La Compagnia dell'Anello sulle fiancate.
- Le macchine fotografiche usate erano High Definition Digital Video e dovevano essere gettate subito ma Sean Astin le usò per il resto della giornata.
- Sean Astin aggiunse P.S. I love you Christine alla fine dei crediti.
- Elijah Wood è stato il primo assistente del regista.
- Billy Boyd scelse la canzone usata nel film “Che gelida Manina” tratta dall'opera La bohème di Giacomo Puccini cantata da Roberto Alagna diretto da Riccardo Chailly con l'Orchestra e Coro del Teatro alla Scala di Milano.
- La storia è stata scritta sia da Sean Astin che da Dominic Monaghan

## Cast
- Pittore: Andrew Lesnie (Direttore della fotografia)
- Nana: Praphaphorn Chansantor (Controfigura di molti Hobbit e di Pipino)
- Uomo alto: Paul Randall (Controfigura di molti uomini ed elfi e di Gandalf)
- Autista: Peter Jackson
- Ciclista: Perry Norris